# Ambt Pelt-Grevenbroek
Het ambt Pelt was tijdens het feodale tijdperk een van de zes ambten of drossaardschappen waarin het Graafschap Loon, sinds einde 14e eeuw, was ingedeeld.
In 1585 werd het samengevoegd met de heerlijkheid Grevenbroek, waarna het ambt Pelt-Grevenbroek ging heten.
Het ambt Pelt kende vier schepenbanken, te weten:
- Pelt (Kaulille, Kleine-Brogel, Neerpelt, Overpelt)
- Eksel (Eksel, Hechtel)
- Luyksgestel
- Wijchmaal

Het ambt werd einde 18e eeuw opgeheven.